# 2165 Young
2165 Young (1956 RJ) là một tiểu hành tinh được phát hiện tại ở Đài thiên văn Goethe Link gần Brooklyn, Indiana bởi Chương trình tiểu hành tinh Indiana. Nó được đặt theo tên nhà thiên văn học Hoa Kỳ Charles Augustus Young.